# 17606 Wumengchao
17606 Wumengchao este un asteroid din centura principală de asteroizi.

## Descriere
17606 Wumengchao este un asteroid din centura principală de asteroizi. A fost descoperit pe 28 septembrie 1995 la Xinglong în cadrul programului Beijing Schmidt CCD Asteroid Program. Asteroidul prezintă o orbită caracterizată de o semiaxă mare de 2,61 ua, o excentricitate de 0,30 și o înclinație de 13,6° în raport cu ecliptica.